# Obara
O obara é um dos pratos nacionais da culinária da Eslovênia. É uma espécie de sopa. Servida como regra geral como um prato independente, é feita com diferentes tipos de carnes e intestinos.
O obara é comumente consumido durante cerimônias tradicionais. São muito populares na Eslovênia os obaras servidos na mesa junto com o ajdovi žganci (outro prato nacional esloveno).
Hoje em dia, os obaras contêm mais verduras que a sopa tradicional elaborada anteriormente.